# Pierre-Auguste Vafflard
Pour les articles homonymes, voir Vafflard.
Pierre Antoine Augustin Vafflard, né le 19 décembre 1777 à Paris et mort le 7 septembre 1837 dans la même ville, est un peintre français d'histoire, de genre et de portraits.

## Biographie
Né à Paris le 19 décembre 1777, il est l'élève de Jean-Baptiste Regnault.
Il expose au Salon à partir de 1800 et y reçoit une médaille d'or en 1824. Sous la monarchie de Juillet, il est chargé de travaux de restauration picturale dans les galeries du château de Versailles et dans la Galerie de Diane au palais des Tuileries. Il a également réalisé des décorations d'église.
Plusieurs de ses tableaux, esquisses et études sont proposées aux enchères à Paris les 5 et 6 avril 1832. 
Il meurt le 7 septembre 1837. Les  27 et 28 novembre 1837, une vente après décès fut organisée à Paris, par Maître Benou assisté de l'expert Defer.
Une thèse de doctorat sur l'œuvre de ce peintre a été réalisée par Géraldine Lacroix en 1978.

## Envois aux Salons
- 1800
  - Arthémise et Mirza n° 355
- 1802
  - La mort de Jocaste n° 280
- 1804
  - La Mort d'Œdipe n° 466
  - Young et sa fille n° 467
  - Eginard et Imma n° 468
- 1806
  - Honneurs rendus à Duguesclin n° 509
  - La Mort de Molière n° 510
- 1808
  - Clémence de S. M. l’Empereur envers Mme d’Hatzfeld n° 587
  - Molière mourant, assisté par des Sœurs de la Charité n° 588
- 1810
  - La Colonne de Rosbach renversé par l'armée française n° 790
  - Le chien de l'Hospice n° 791
- 1812
  - Le Voyageur n° 909
  - Les pauvres petits n° 910
  - L’infortunée n° 911
- 1819
  - Saint Ambroise  n° 1099
  - La mort de saint Louis n°1101
  - Henri IV à Notre-Dame le jour de son entrée à Paris n°1102
- 1822
  - n° 1273, Ulysse demandant des secours à Nausicaa, fille du roi Alcinoüs. (Avec une longue description du sujet, et la mention: Ce tableau appartient à M. Lafitte).
  - n° 1274, Les étrennes pour 1822.
  - n° 1275, La marchande d’allumettes.
  - n° 1276, Le prince Poniatowsky retiré de l'eau deux jours après la bataille de Leipsick.
  - n° 1277, L'automne, tête d'étude.
  - n° 1278, Jeune grecque conductrice des Théories aux fêtes de Délos.
  - n° 1279, Grec moderne, tête d'étude.
  - n° 1280, Le coadjuteur de Retz donnant la bénédiction au prince de Condé.
  - n° 1281, Portraits même numéro.

- 1824

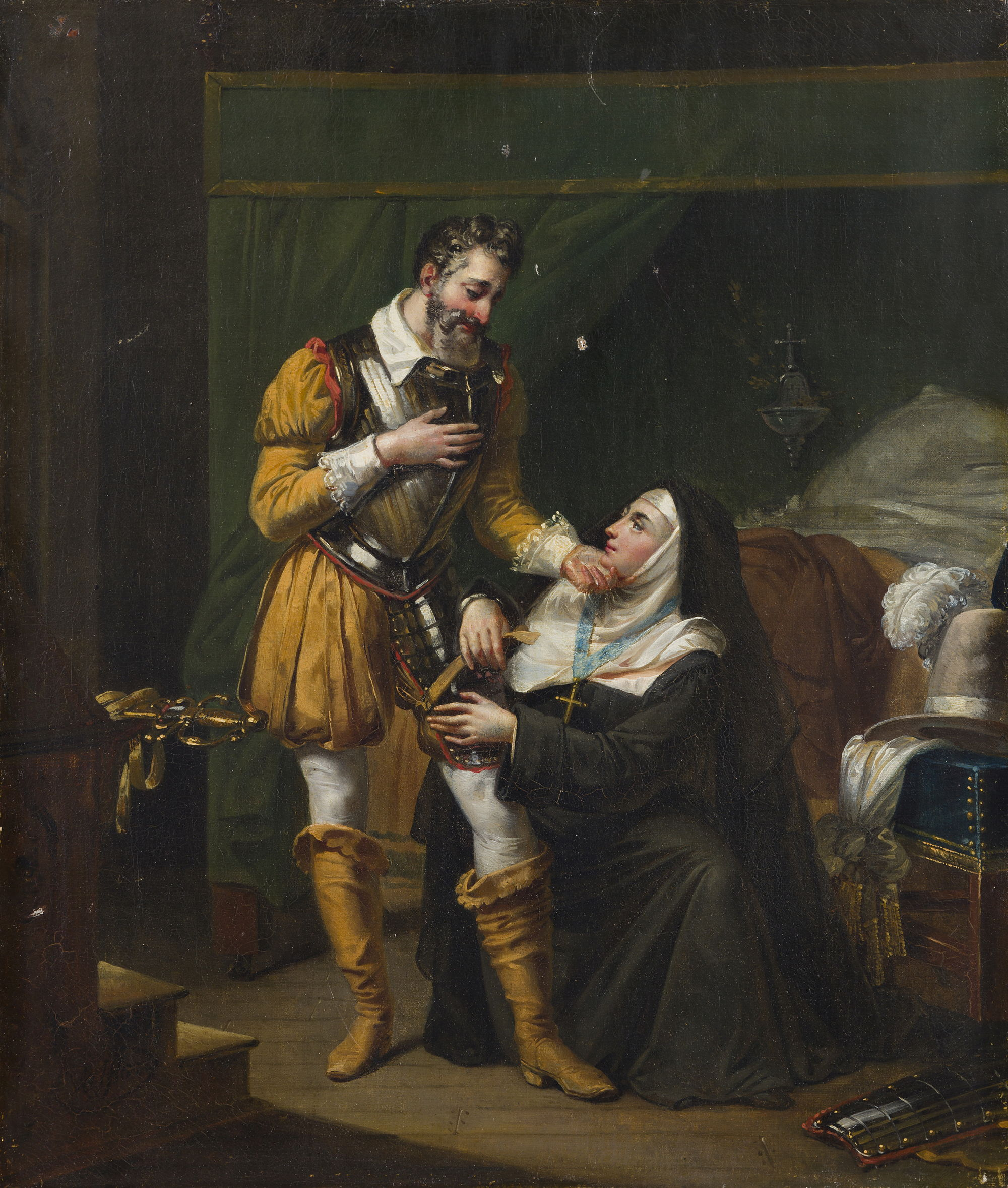
Henri IV et l'abbesse de Montmartre, Salon de 1824

  - n° 1644, Dernière bénédiction de l'évêque Bourlier
  - n° 1647, La mort du proscrit
  - n° 1654, Jeune grec, tête d'étude.
  - n° 1660, Henri IV et l'abbesse de Montmartre
- 1827
  - 8 œuvres proposées.
- 1831
  - 13 œuvres proposées, 13 admises.
- 1834 : Exposition d'objets d'arts et d'industrie anciens et modernes. Rétribution au profit des pauvres. A Bordeaux. 
  - n°485 : Sainte-Hélène
  - n°486 : Une jeune fille au désespoir, sur le parapet d'un pont; effet de clair de lune.
  - n°487 : Un jeune homme malade dans les bras d'une femme.
  - n°488 : Un Portrait.
  - n°489 : Les Soins.
  - n°490 : La Récompense.
  - n°491 : Ecce Ancilla Domini, tête d'étude.
  - n°492 : La Liberté perdue.
  - n°493 : Femme surprise à sa toilette, tête d'étude.

## Œuvres

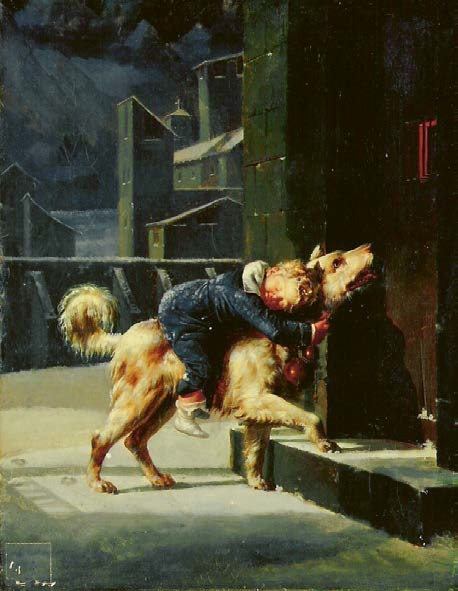
Le Chien de l'hospice (Salon de 1810), Arenenberg, Napoleonmuseum

- Emma et Eginhard, Salon de 1804, don de Madame Pellé en 1893, Évreux, musée de l'Ancien évêché
- La Mort d'Œdipe, Salon de 1804
- Young et sa fille, vers 1804, New-York, The Metropolitan Museum of Art (esquisse du tableau d'Angoulême)
- Young et sa fille, Salon de 1804, Angoulême, musée des Beaux-Arts
- Le Gouverneur de Château-Randon déposant les clefs de la place sur le lit de mort de Duguesclin, Salon de 1806, Rennes, musée des Beaux-Arts
- Le Chien de l'hospice, Salon de 1810, Arenenberg, musée Napoléon
- La Colonne de Rosbach renversé par l'armée française, Salon de 1810[4], Versailles, musée national du château
- Electre, Salon de 1814, Dijon, musée des Beaux-Arts
- Henri IV à Notre-Dame le jour de son entrée à Paris, Salon de 1819, Pau, musée des Beaux-Arts (dépôt de l’État en 1864, puis en 2006, transfert à titre gratuit).
- Sommeil d'Oreste, 1819, Dijon, musée des Beaux-Arts
- Saint Ambroise sauvant un prêtre de la fureur du peuple, Salon de 1819, Paris, église Saint-Ambroise
- La mort de saint Louis, Salon de 1819, pour la chapelle royale de Dreux
- Portrait du Prince Constantine Czartoryski, 1821, Cracovie, musée Czartoryski
- Dernière bénédiction de l'évêque Bourlier[5], Salon de 1824, Évreux, musée de l'Ancien évêché
- La mort du proscrit, Salon de 1824, La Rochelle, musée du Nouveau Monde[6]
- Jésus Christ instituant l'Eucharistie, 1826, Carrouges, mairie
- Portrait du général de Caen, 1827, Caen, musée des Beaux-Arts (legs de la famille du modèle en 1875).
- Portrait de Madame la Dauphine, 1828, achat par l’État en 1829, déposé à la mairie de Bains-les-Bains, non localisé.
- Le Roi Charles X, 1828, achat par l’État en 1829, déposé à la mairie de Châlons-en-Champagne, non localisé.
- Le Repos, 1836, don Pellé en 1893,Évreux, musée de l'Ancien évêché
- Sainte Marguerite chassée par son père, Paris, église Sainte-Marguerite
- Pythagore inspiré par les muses, déposé en 1931 par le château de Versailles à l'Institut français de Varsovie, non localisé, vraisemblablement détruit.
- Portrait de l'abbé Frasey, non daté, Paris, sacristie de Saint-Nicolas des Champs[7],[8] ;

Pour les œuvres déposées par l’État et non localisées voir le site du Catalogue interministériel des Dépôts d’œuvres d'Art de l’État  : 

## Explication du sujet d'Eginard et Imma du salon de 1804
« Imma, l'une des filles de l'empereur Charlemagne, était éperdument éprise d'Eginard, secrétaire de son père; les convenances lui défendaient de recevoir ouvertement les hommages de son amant, qui simple gentilhomme allemand, ne pouvait, par sa naissance prétendre à la main de la princesse. L'amour l'emporta sur le devoir, et lui fit prendre la résolution de la voir secrètement. Une nuit d'hiver Eginard se rendit près de sa maîtresse. Pendant leur entretien il tomba de la neige. A peine le crépuscule se laissait apercevoir qu'Eginard voulut se retirer, mais il n'osa, craignant que sortant du pavillon qu'habitait Imma, les pas d'un homme, empreints sur la neige, ne fussent un indice certain de leur intelligence; il fit part de son inquiétude à la princesse, qui se détermina à le porter jusqu'au-delà de la neige qui environnait le palais; mais Charlemagne qui se levait fréquemment la nuit, était sorti pour contempler les astres, il entendit du bruit, et à la faveur de la lune reconnut sa fille qui portait Eginard. Quelques historiens disent que l'empereur assembla son conseil pour le consulter, et qu'il y fut décidé qu'Eginard méritait la mort. D'autres prétendent qu'on en référa à la prudence de Charlemagne. Ce prince, après avoir délibéré sur le sort des coupables, les fit venir, leur annonça qu'ils étaient découverts, et après de justes réprimandes d'un maître et d'un père, en leur donnant connaissance de l'avis du conseil, il ordonna la célébration du mariage d'Imma avec Eginard, qui devint archi-chancelier, l'un des plus grands seigneurs de la cour, et fut le plus célèbre historien de son siècle. »

— Livret du salon de 1804, au  n° 78

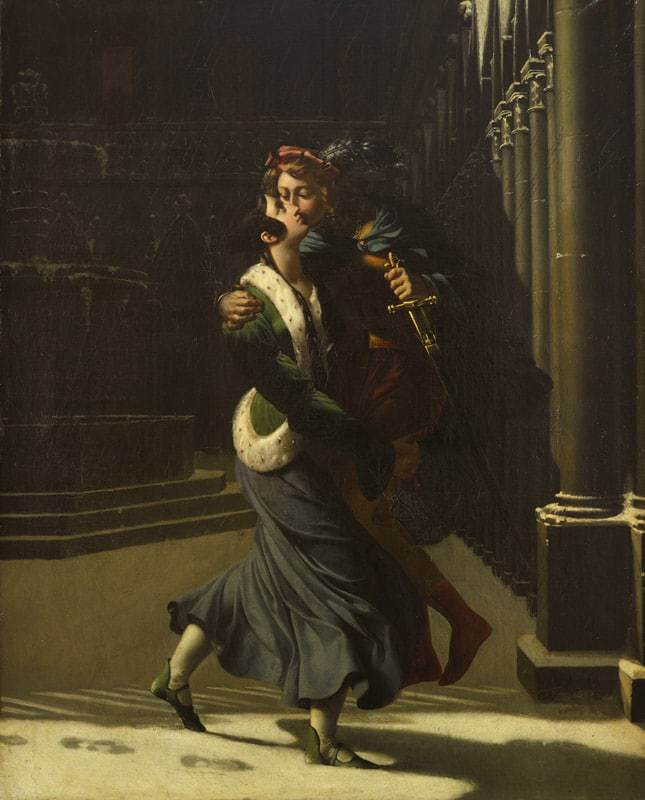
Éginard et Imma

Cette explication du sujet se trouve au n° 78 du livret car un autre artiste Marie-Nicolas Ponce-Camus, présentait le même sujet.

## Young et sa fille

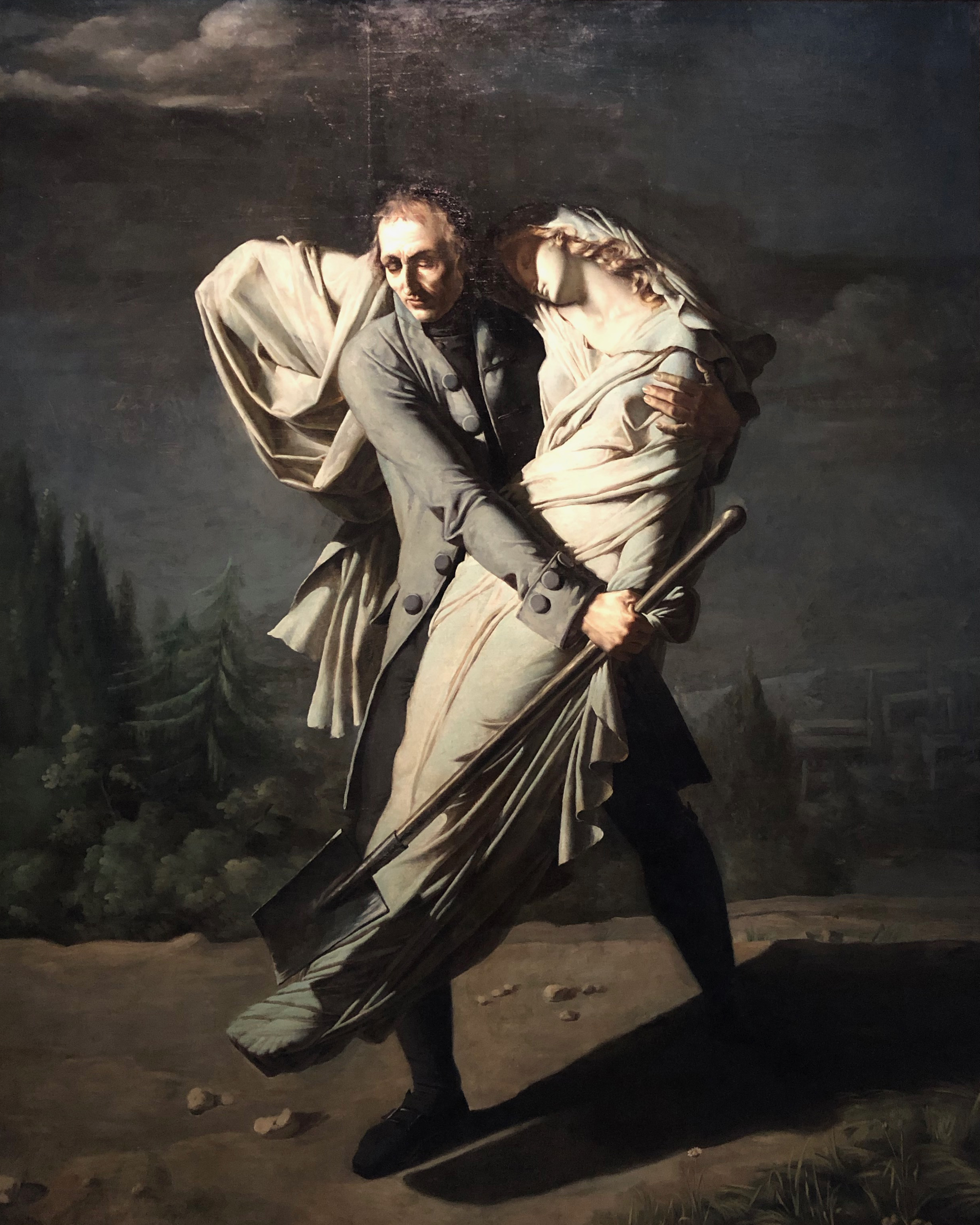
Young et sa fille, 1804.

Au Salon de 1804 le livret donnait ce texte : « Young tenant sa fille morte sur ses bras s'écrit dans sa douleur amère : O zèle barbare et haï d'un dieu bienfaisant ; ces hommes impitoyables ont refus de répandre de la poussière sur une poussière. »
Huile sur toile 1,94 m par 2,42 m.
Donné au musée d'Angoulême par monsieur Ringuet en 1838.
La belle-fille du poète anglais Edward Young, Elizabeth Temple mourut lors d'un voyage en France. Comme la défunte était de religion protestante, on refusa l'enterrement dans le cimetière catholique et l'inhumation fut autorisée dans le cimetière de la colonie suisse. Vaflard modifie l'événement en transformant la morte en propre fille de Young.
Critique contemporaine de Séraphin en 1804, sur l'air d'Au clair de la lune, à propos du monochromisme du tableau :
« Au clair de la lune
Les objets sont bleus
Plaignons l'infortune
De ce malheureux
Las ! sa fille est morte
Ce n'est pas un jeu
Ouvrez-lui la porte
Pour l'amour de Dieu ».
Les tableaux chez Séraphin ou Les ombres chinoises du Salon ; par un amateur.  A Paris, chez Bertrand-Pottier et Félix Bertrand, Imprimeurs-Libraires, rue Galande, n°56, à l'Abeille

## Sainte Marguerite chassée par son père
Critique de Jean Miel, Essai sur les beaux-arts et particulièrement sur le Salon de 1817, Paris, 1817-1818, page 254 :
« Les légendes sacrées ont fourni à M. Vafflard L'Expulsion de sainte Marguerite, sujet qui méritait d'être mieux traité (1)...
(1) Ce tableau est destiné pour l'église Sainte-Marguerite. Marguerite avait été secrètement élevée par sa mère dans la religion chrétienne. Son père était prêtre d'Apollon; il s'aperçut que sa fille ne se rendait pas aux sacrifices. Instruit de la cause, il maudit sa fille, et après l'avoir fait dépouiller de ses riches vêtemens, il la chasse de sa maison. Ses compagnes et ses esclaves essaient de la retenir. Du fracas sans effet, une fausse chaleur, point d'ordonnance, ni de correction, ni de noblesse, ni de caractère. Est-ce du sacré? est-ce du profane? Est-ce une scène de douleur, ou bien une orgie ?
 »

## Sources
- Charles Gabet : Dictionnaire des artistes de l'école française au XIXe siècle (Paris, 1831) p.668.
- État-civil reconstitué, Archives de Paris,